# Ulica Biłohorszcze
Ulica Biłohorszcze (ukr. Вулиця Білогорща) – ulica we Lwowie, w dzielnicy Biłohorszcze, w rejonie kolejowym.
Jest główną ulicą dzielnicy, rozpoczyna się od ulicy Roksolany na Lewandówce, a kończy się przy cmentarzu w Biłohorszczu. Po włączeniu Biłohorszcza w granice Lwowa w 1984 otrzymała nazwę Nowopowitriana, w 1992 zmieniono jej nazwę na obecną. Zabudowana jest domami jednorodzinnymi, z których większość powstała pomiędzy 1930 a 1960.

## Ważniejsze obiekty
- Nr 21. Dawny rzymskokatolicki kościół św. Antoniego, obecnie cerkiew Narodzenia Najświętszej Maryi Panny.
- Nr 76a. Muzeum Romana Szuchewycza i pomnik uczestników (bohaterów) walk o niezależność Ukrainy w miejscu schronu, gdzie ukrywał się i poległ 5 marca 1950 gen. Roman Szuchewycz (ps. Taras Czuprynka).